# Bruxelles c'est devenu la jungle
Albums de Roméo Elvis
Famille nombreuse
(2014)
Bruxelles c'est devenu la jungle est le premier EP du rappeur belge Roméo Elvis, sorti le 5 décembre 2013,,,,.

## Liste des pistes
| No | Titre                             | Durée |
| -- | --------------------------------- | ----- |
| 1. | Étangs noirs                      | 3:29  |
| 2. | Le Grand Bleu (feat. Primero)     | 5:04  |
| 3. | Linkebrousse (feat. Swing)        | 2:56  |
| 4. | Schaerabeek (feat. Loxley)        | 3:08  |
| 5. | Singes Hills (feat. Félé Flingue) | 2:41  |
| 6. | Bruxelles c'est devenu la jungle  | 3:33  |